# Tranvia di İzmit

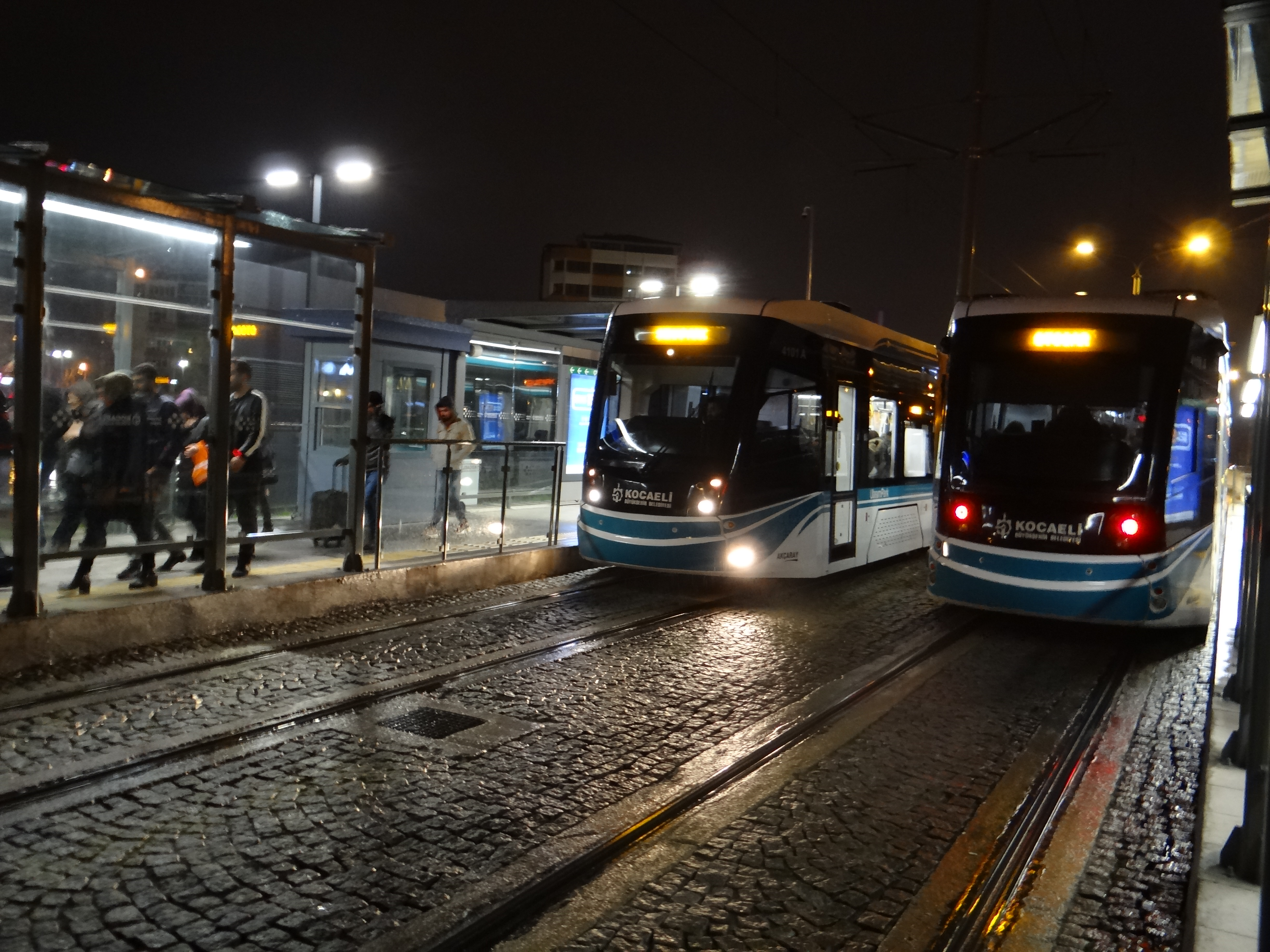

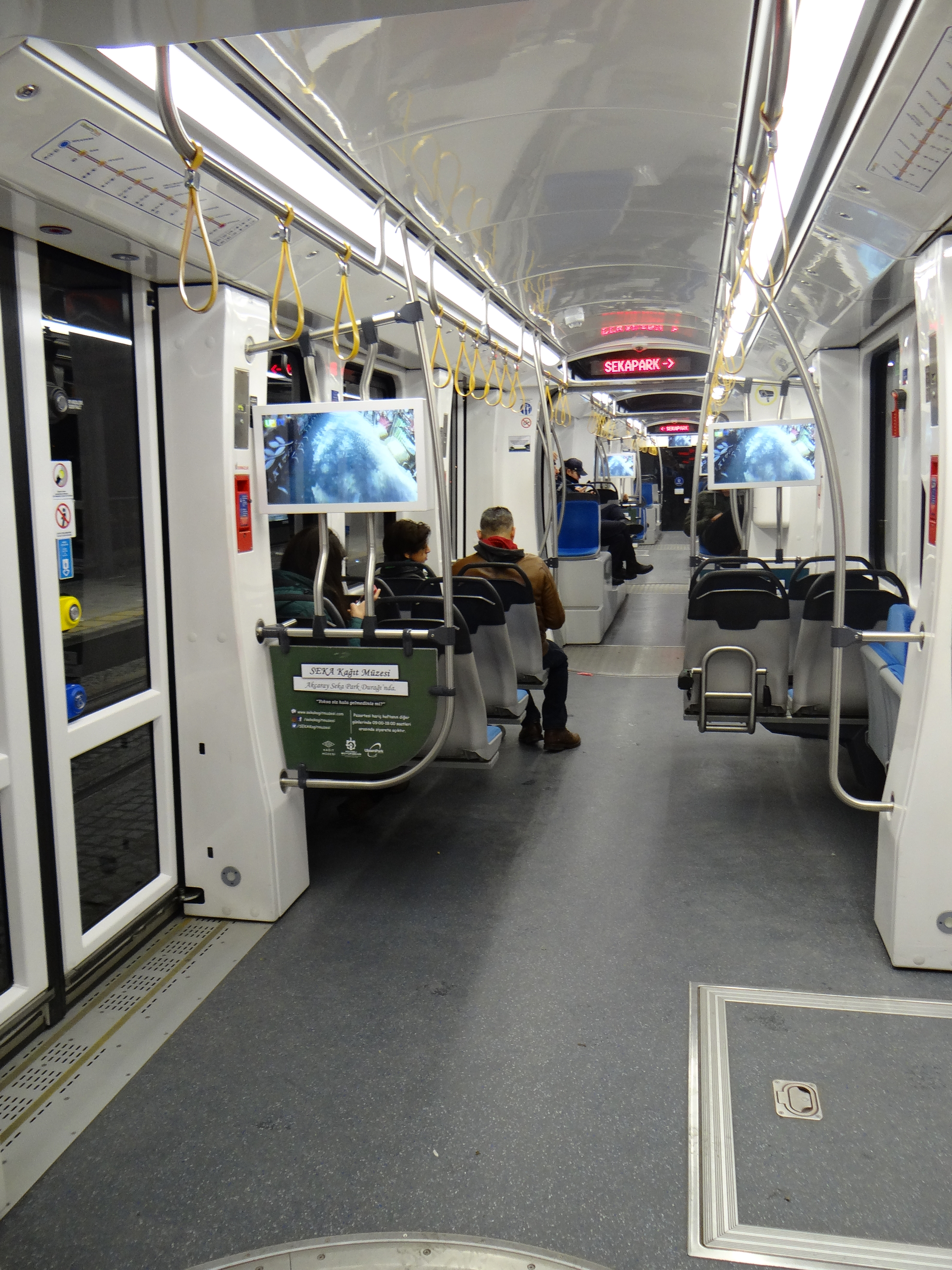

La tranvia di İzmit, denominata localmente "Akçaray", è una tranvia che serve la città turca di İzmit.

## Storia
La tranvia fu aperta al traffico il 17 giugno 2017.

## Caratteristiche
La linea è lunga 10,1 km.

## Materiale rotabile
Sulla linea sono in servizio vetture tranviarie del modello "Panorama", lunghe 33 m e larghe 2,65 m.